# Ambycysta
Ambycysta is een geslacht van wantsen uit de familie van de Tingidae (Netwantsen). Het geslacht werd voor het eerst wetenschappelijk beschreven door Drake & Hurd in 1945.

## Soorten
Het genus bevat de volgende soorten:

- Ambycysta championi (Drake, 1922)
- Ambycysta cornuta (Monte, 1942)
- Ambycysta enodis Drake, 1948
- Ambycysta gibbifera (Picado, 1913)